# Constel·lació de la Taula
La Taula (Mensa) és una constel·lació de l'hemisferi sud introduïda per Nicolas-Louis de Lacaille amb el nom de Mons Mensae (Muntanya taula en llatí), fent referència a Table Mountain a Àfrica del Sud, on Lacaille feu importants observacions en l'hemisferi sud. Conté estrelles poc brillants, amb α Mensae, la seva estrella més brillant que amb prou feines és visible amb la magnitud 5,09, la qual cosa fa d'aquesta constel·lació la més feble en tot el cel, encara que conté una part del Gran Núvol de Magalhães, (la resta està a Dorado).

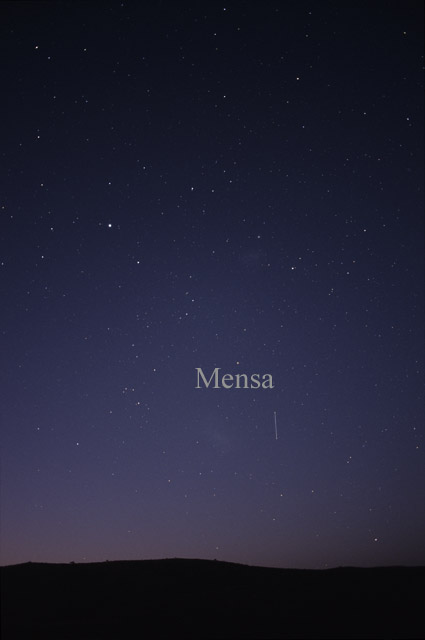

La constel·lació cobreix una falca de cel des d'aproximadament 4 h a 7,5 h d'ascensió recta, i 71 a 85,5 graus de declinació. Llevat de la constel·lació polar sud d'Octans, és la més meridional de les constel·lacions, per la qual cosa és essencialment inobservable des de l'Hemisferi Nord. A més de les ja esmentades, les seves altres constel·lacions veïnes són Chamaeleon, Hydrus i Volans.
Les primeres imatges preses per l'Observatori de raigs X Chandra eren de PKS 0637-752, un quàsar a Mensa amb un gran raig de gas visible en òpticament i en longituds d'ona de raigs X.

## Estrelles principals

### α Mensae
Mensa no conté cap estrella lluminosa: α Mensae, la més brillant, solament és de la magnitud aparent 5,09. És una estrella molt similar al nostre sol, tant pel seu tipus espectral (G5V) com per la seva mida i la seva massa. Distant solament 33 anys llum, és també una estrella pròxima al nostre sistema solar.

## Altres estrelles
γ Mensae, la segona estrella de la constel·lació, no és més que de la magnitud 5,18. Es tracta d'una estrella gegant vermella amb un company de la magnitud 11.
HD 39091 (magnitud aparent 5,67) posseeix un planeta, 10,35 vegades més massiu que Júpiter, amb una òrbita molt excèntrica (excentricitat 0,62) en 2063,818 dies.

## Taula de les estrelles de Mensa
| Estrella | Magnitud aparent | Magnitud absoluta | Distància (anys llum) | Tipus espectral |
| -------- | ---------------- | ----------------- | --------------------- | --------------- |
| α Men    | 5,08             | 5,05              | 33                    | G5V             |
| γ Men    | 5,18             | 2,73              | 101                   | K4III           |
| β Men    | 5,3              | -1,17             | 642                   | G8III           |
| θ Men    | 5,45             | 0,26              | 356                   | B9.5V           |
| η Men    | 5,47             | -1,23             | 712                   | K6III           |
| κ Men    | 5,46             | 0,87              | 270                   | B9.5V           |

N.B. : Els valors numèrics provenen de les dades mesurades pel satèl·lit Hiparc

## Objectes celestes
La constel·lació de Mensa conté una part del Gran Núvol de Magalhães (la resta està dins Dorado), una galàxia irregular satèl·lit de la nosta Via Làctia:
També s'hi troben els cúmuls oberts NGC 1520 i NGC 1841 i la galàxia NGC 1956.

## Història
Mensa fou ideada per Nicolas-Louis de Lacaille el 1752 per tal d'omplir una part del cel austral sense denominació. Anomenat originalment Mensa Mons, la Muntanya taula, el seu nom prové de la muntanya situada en el Cap, a Àfrica del Sud, on Nicolas-Louis de Lacaille feia les seves observacions.